# 1,3-Dichlor-2-buten
1,3-Dichlor-2-buten ist eine chemische Verbindung aus der Gruppe der Chlorkohlenwasserstoffe.

## Gewinnung und Darstellung
1,3-Dichlor-2-buten kann durch Reaktion von 2-Chlor-1,3-butadien und Chlorwasserstoff mit Kupfer(I)-chlorid als Katalysator gewonnen werden.
Es entsteht außerdem als Nebenprodukt bei der Herstellung von Chloropren aus Butenin.